# ديويت كلينتون

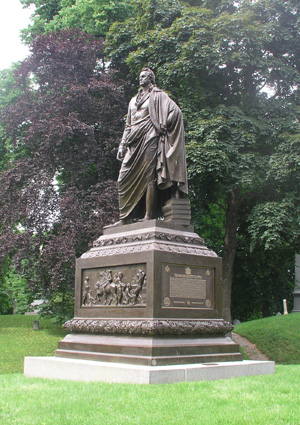
تمثال تذكاري لديويت كلينتون من تصميم هنري كيرك براون عام 1855 في مقبرة الخشب الأخضر في بروكلين في نيويورك.

ديويت كلينتون (بالإنجليزية: DeWitt Clinton)‏ (2 مارس 1769 - 11 فبراير 1828) هو سياسي وعالم طبيعة أمريكي وعضو في مجلس الشيوخ الأمريكي والمحافظ السادس لنيويورك.

## روابط خارجية
- ديويت كلينتون على موقع الموسوعة البريطانية (الإنجليزية)
- ديويت كلينتون على موقع إن إن دي بي (الإنجليزية)